# Tymocyt
Tymocyt (limfocyt pre-T) – komórka ludzkiego układu odpornościowego powstająca w grasicy i  będąca dojrzewającym limfocytem T (które dawniej były także określane jako tymocyty). Rozwija się ze wspólnej progenitorowej komórki limfopoezy. 